# جبار آذین
جبار آذین زاده ۱۳۳۵ در قزوین، نویسنده، منتقد و مدرس سینما و تلویزیون ایران است.

## زندگی‌نامه
وی فارغ‌التحصیل رشته سینما است و فعالیت هنری خود را با تئاتر نزد نعمت‌الله پروند اسداللهی، سینما و کارگردانی زیر نظر بهرام بیضایی و قصه و نمایشنامه‌نویسی را با غلامحسین ساعدی، گوهر مراد و اکبر رادی فراگرفت؛ و همچنین بازیگری را تحت نظر پرویز فنی زاده و عزت‌الله انتظامی آموخته‌است.

## مقالات
- جشنواره‌ها و جایزه‌های سیاسی - سینمایی
- سینمای بی‌معنی!؟
- سینمای کودک و نوجوان در بوتهٔ نقد، کودکان و نوجوانان در فیلم‌های ایرانی
- موسیقی سازان سینما
- فرهنگ نام‌ها و فیلم‌های موسیقی سازان سینمای ایران
- پروندهٔ موضوعی، موسیقی در سینما
- مقدمه یی بر سینمای نوین ایران: از فیلمفارسی تا فیلمفارسی!
- فیلم فارسی چیست؟
- موقعیت حرف اول و آخر
- کلام آخر (به مناسبت اکران عمومی فیلم‌های پاتک و ۷ گذرگاه)
- یادداشتی بر نمایش عشق آباد: از خاطره درمانی تا خنده درمانی (نوشته و کار داود میر باقری)
- سینمای جنایی و پلیسی در ایران[۱۲]